# Ramsden Bellhouse
Ramsden Bellhouse är en by och en civil parish i Basildon i Essex i England. Orten har 730 invånare (2001). Byn nämndes i Domedagsboken (Domesday Book) år 1086, och kallades då Ramesdana / -duna.